# Prix Pehr-Evind-Svinhufvud
Le prix Pehr-Evind-Svinhufvud (finnois : P. E. Svinhufvudin muistosäätiön kirjallisuuspalkinto) est un prix littéraire décerné depuis 1973 en mémoire de Pehr Evind Svinhufvud.

## Liste des lauréats
Les lauréats sont :
| Année | Écrivain                           | Ouvrage | Éditeur            |
| ----- | ---------------------------------- | --- | ------------------ |
| 1973  | Laila Hietamies                    | Lehmusten kaupunki | Otava              |
| 1974  | Jukka L. Mäkelä                    | Teräsvyöry Kannaksella | WSOY               |
| 1975  | Wolf H. Halsti                     | Muistelmat | Otava              |
| 1976  | Lassi Nummi                        | Linna joessa | Otava              |
| 1978  | Aili Palmén                        | Ystäväni, miehet, naiset : muistelmia                                                                                          | Otava              |
| 1979  | Ilmari Turja                       | Jääkäri Ståhl - näytelmä | WSOY               |
| 1980  | Erkki Palolampi                    | Kun se kerran tulee: kehyskertomus ja kaksi tarinaa talvisodan aikalaisista                                                    | Kustannuspiste     |
| 1981  | Veli Virkkunen                     | Svinhufvud. Kansallinen presidentti                                                                                            | WSOY               |
| 1982  | Antti Tuuri                        | Pohjanmaa | Otava              |
| 1983  | Arvi Kivimaa                       | Unessa ja elämässä | Otava              |
| 1984  | Matti Lukkari                      | Asekätkentä | Otava              |
| 1985  | Katri Veltheim                     | Kävelyllä Viipurissa | Tammi              |
| 1986  | Seppo Zetterberg                   | Viisi laukausta senaatissa Eugen Schaumanin elämä ja teko                                                                      | Otava              |
| 1987  | Aale Tynni                         | Vuodenajat | WSOY               |
| 1988  | Niilo Lappalainen                  | Viipurinlahti kesällä 1944 | WSOY               |
| 1989  | Sampo Ahto                         | Talvisodan henki Mielialoja Suomessa talvella 1939–1940                                                                        | WSOY               |
| 1990  | Aimo Turunen                       | Nuoruus rauhan ja sodan Karjalassa                                                                                             | WSOY               |
| 1991  | Timo Vihavainen                    | Kansakunta rähmällään: Suomettumisen lyhyt historia                                                                            | Otava              |
| 1992  | Pertti Kilkki                      | Ratsuväki Suomen sodissa 1939–1944 osa: Talvisota ja sotien välinen aika                                                       | Sotatieteen laitos |
| 1992  | Jukka Tarkka                       | Suomi 75. Itsenäisen Suomen historia 1–4.                                                                                      | Otava              |
| 1993  | Maija-Liisa Bäckström              | Fanni Luukkonen - lottajohtaja                                                                                                 | Otava              |
| 1996  | Juhani Salminen                    | 'Kemi 1949, Suomen kohtalonratkaisu                                                                                            | Gummerus           |
| 1996  | Mauri Soikkanen                    | P. E. Svinhufvud – Tarkkakätinen ampuja                                                                                        | Gummerus           |
| 1997  | Hilkka Vitikka                     | Ellen Svinhufvud | WSOY               |
| 1998  | Mikko Uola                         | ”Seinää vasten vain!” poliittisen väkivallan motiivit Suomessa 1917–18                                                         | Otava              |
| 1999  | Tuomo Polvinen                     | J. K. Paasikivi – valtiomiehen elämäntyö                                                                                       | WSOY               |
| 2000  | Jari Leskinen                      | Veljien valtiosalaisuus. Suomen ja Viron salainen sotilaallinen yhteistyö Neuvostoliiton hyökkäyksen varalle vuosina 1918–1940 | WSOY               |
| 2001  | J. E. O. Screen                    | Mannerheim | Otava              |
| 2002  | Ohto Manninen                      | Stalinin kiusa – Himmlerin täi: Sota-ajan pieni Suomi maailman silmissä ja arkistojen kätköissä                                | Edita              |
| 2003  | Satu Koskimies                     | Te näitte mun soittoni riemun. Ulla Katajavuoren elämä                                                                         | Tammi              |
| 2004  | Annika Latva-Äijö                  | Lotta Svärdin synty | Otava              |
| 2005  | Marko Paavilainen                  | Kun pääomilla oli mieli ja kieli                                                                                               | SKS                |
| 2006  | Keijo K. Kulha                     | Jutikkala - tinkimätön akateemikko                                                                                             | Edita              |
| 2007  | Esko Salminen                      | Päättymätön sota. Sisällissota julkisessa sanassa 1917–2007                                                                    | Edita              |
| 2008  | Panu Rajala                        | Unio Mystica - Mika Waltarin elämä ja teokset                                                                                  | WSOY               |
| 2009  | Jouko Leikola                      | Eino Suolahti – Isänmaan lääkäri                                                                                               | Edita              |
| 2010  | Teemu Keskisarja                   | Vihreän kullan kirous G. A. Serlachiuksen elämä ja afäärit                                                                     | Siltala            |
| 2011  | Johanna Sinisalo                   | Enkelten verta | Teos               |
| 2011  | Hannu Rautkallio Lasse Lehtinen    | Väinö Tanner – unohdetut päiväkirjat 1943–44                                                                                   | Paasilinna         |
| 2012  | Pasi Tuunainen                     | Marttinen – Kahden armeijan soturi                                                                                             | Otava              |
| 2013  | Mikko-Olavi Seppälä Riitta Seppälä | Aale Tynni - Hymyily, kyynel, laulu                                                                                            | WSOY               |
| 2014  | Seikko Eskola                      | Demokratia diktaattorien varjossa                                                                                              | Atena              |
| 2014  | Tellervo Krogerus                  | Sanottu. Tehty. Matti Kuusen elämä 1914–1998.                                                                                  | Siltala            |
| 2015  | Vesa Määttä                        | K. L. Oesch. Ylivoimaa vastassa,                                                                                               | Gummerus           |